# Jalal-Abad
|  | No s'ha de confondre amb la ciutat afganesa anomenada Jalalabad. |

Jalal-Abad (també Djalal-Abad, Jalalabad, Djalalabd, Jalalabat i altres variants; kirguís: Жалалабат) és una ciutat del Kirguizstan, capital de la província de Jalal-Abad al sud-oest del país i nord-oest de la vall de Fergana, a la plana del riu Kugart o Kongar i al peu de les muntanyes Babash Ata, prop de la frontera uzbeka. La seva població és de 127.122 persones (2022), més de la meitat uzbeks.
El clima es caracteritza per estius secs i calorosos, tardors calentes i assolellades amb poques precipitacions i hiverns calents amb la humitat alta. La regió és un centre essencial d'agricultura de fruita i vegetals.

## Història
Una de les principals vies de la Ruta de la Seda del Kirguizstan passava per Jalal-Abad i la regió ha acollit viatgers durant milers d'anys, tot i que avui dia hi ha poques restes arqueològiques visibles, excepte en algunes de les parts més remotes de la regió, com ara Saimalu Tash i la vall del Chatkal. Entre aquestes hi ha viatgers, comerciants, turistes i pelegrins (als diversos llocs sagrats) i malalts que visitaven els balnearis curatius, com ara el de la muntanya Ayub Tau, a una altitud de 700 m sobre el nivell del mar, a uns tres quilòmetres de la ciutat.
Hi ha una llegenda que l'aigua del balneari Azreti-Ayup-Paygambar curava els leprosos. Segons la llegenda, hi havia una tomba, una mesquita i el palau del khan a prop del balneari.
-abad és un sufix persa que s'utilitza sovint en els noms de les ciutats de les societats perses per referir-se a la persona que va fundar la comunitat. Es diu que Jalalabat va rebre el nom de Jalal ad Din, que era conegut per haver establert caravanserralls per servir els viatgers i molts pelegrins que venien a la muntanya sagrada.
A principis del segle XIX es va construir una petita fortalesa, Kokand, i al seu voltant va créixer un petit kishlak. La gent local es dedicava a l'agricultura i al comerç i proporcionava serveis als pelegrins que visitaven els balnearis. Després, a la dècada de 1870, els colons russos van arribar a la regió. Van establir una ciutat de guarnició i un hospital militar.

## Economia
Arquitectònicament, la ciutat es caracteritzava pels seus carrers estrets de caràcter medieval i les cases estaven envoltades d'altes parets d'argila. Només les mesquites es decoraven amb guarniments de vistosos.
El 1916, es va construir el ferrocarril que anava des d'Andijan fins a Jalal-Abad. Quan els soviètics hi varen establir el seu poder, els balnearis de Jalal-Abad varen tenir una gran importància. Se'n van construir més i l'agricultura de fruita i verdures va tenir un desenvolupament accentuat.
L'any 1950 va ser un període de reconstrucció i expansió de la ciutat.
Avui en dia, Jala-Abad és una regió dedicada a la construcció, al refinament de la fusta, empreses petrolieres o d'extracció de cru, a l'electrotècnica, entre d'altres.
Com la majoria de ciutats fundades o refundades per la Unió Soviètica el carrer principal tenia el nom d'Avinguda Lennin i en el cas de Jalal-Abad segueix anomenant-se així i s'hi poden trobar fonts i una estàtua de Vladimir Illych.
Hi ha un museu Històric i cultural, i també una Associació dedicada al turisme i que facilita allotjament i serveis a DJalal-Abad i la seva regió. Jalal-Abad és també famós per produir la millor aigua mineral de l'Asia Central.